# Кошка (сериал)
«Кошка» — российский детективный телесериал с Анастасией Тодореску в главной роли. Производством проекта занимается компания START Studio. Первый сезон вышел в 2023 году. Режиссёр — Карен Оганесян.

## Сюжет
В приморском городе один за другим пропадают дети из неблагополучных семей. Делом занимается следователь Оксана Кошкина по прозвищу Кошка. По мере того, как продвигается расследование, всплывают новые тревожные подробности из прошлого самой Оксаны и её семьи, а также истории жизни коррумпированных полицейских и местных бандитов-бизнесменов.

## Производство и релиз
Премьерный показ детектива «Кошка» состоялся на Московском Международном кинофестивале 21 апреля 2023 года. Телесериал участвовал во внеконкурсной программе «Первая серия». На показе, который проходил в кинотеатре «Октябрь», присутствовали все участники съёмочного процесса: режиссёр Карен Оганесян, актёры Анастасия Тодореску, Александр Шульгин, Вадим Андреев, Екатерина Вилкова, Влад Ценев, Даниил Воробьёв и другие.
Съёмки телесериала проходили в Калининграде. «Я Калининград очень люблю. Эта история вообще изначально была придумана под Калининград. Мне кажется, именно Калининградская атмосфера — море и архитектура — помогут четко и грамотно её рассказать» — рассказал в интервью режиссёр Карен Оганесян.
В другом интервью режиссёр Карен Оганесян рассказывает: «У меня давно была идея снять запутанную, непростую, с детективным уклоном историю о людях с психологическими травмами, полученными в детском возрасте. И вот я снял „Кошку“, где события из прошлого не просто переплетаются с событиями сегодняшними — они напрямую связаны с жизнью всех персонажей. Также мы показали важность психологической поддержки людей, переживших трагедию. Мне кажется, у нас получилось создать добротный детектив с острым сюжетом и неожиданными линиями взаимоотношений. Зрителю такое должно понравиться».
Из интервью Анастасии Тодореску (актриса, исполняющая главную роль — следователя Оксану Кошкину): «Оксана более сдержанная, чем я, собранная. Я — эмоциональная, смесь южноевропейской крови с русской, более взрывная. Оксана — человек слова, действия, очень неравнодушная к людям, однако есть у неё и внутренний надлом, о котором мы рассказываем параллельно истории с поиском детей. И отпечаток прошлого лежит на её характере. Оксана хорошая, душой и сердцем переживает за пропавших детей, она как только приходит в отдел, не понимает, почему так долго движется дело, почему люди должны обращаться за помощью к волонтёрам, когда есть полиция, надо делать всё быстрее, быстрее… Поскольку моя героиня собранная, во время съёмок я мало с кем общалась, не заглядывала в соцсети, ушла внутрь себя, на режим энергосбережения, чтобы войти в образ. В общем, история сложная, трагическая».
Из интервью Даниила Воробьёва (актёр, играет бизнесмена Олега Турова): «Во-первых, я привнёс идею, что он другой национальности. Это было первое изменение, которое мы согласовали с Кареном, ему это очень понравилось. Отсюда возник внешний вид Турова — лысая голова, борода, пластика и объём этого человека. Мне показалось, что он очень крепкий физически. Мы немного подкорректировали сценарий и диалоговую часть некоторых сцен. Кареном было найдено много смелых решений. По взаимодействию с ним, можно сказать, это был абсолютный фристайл, но хорошо подготовленный, не спонтанный».

## Саундтрек
Вступительные и заключительные титры: Palina — Месяц.